# Christian Wallner (Schriftsteller)

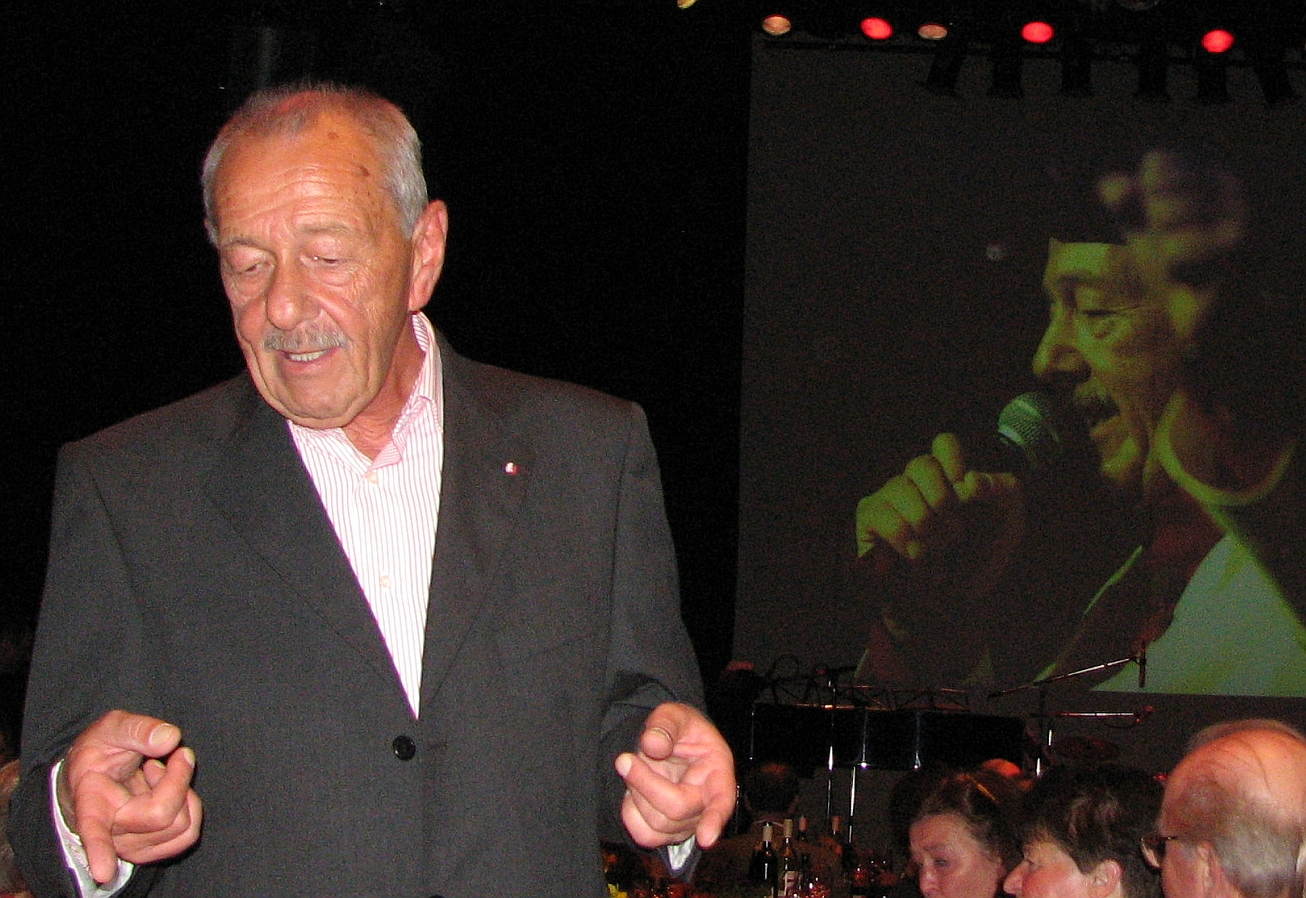
Christian Wallner (2008)

Christian Wallner (* 30. März 1948 in Gmunden; † 9. März 2010 in Salzburg) war ein österreichischer Schriftsteller, Kolumnist und Kabarettist.

## Leben
Christian Wallner, geboren in Oberösterreich, lebte in seiner Jugend in Thalheim bei Wels, wo sein Vater über viele Jahre Bürgermeister war. Er besuchte das Gymnasium in Wels. Anschließend studierte er Geschichte, Pädagogik und Publizistik sowie Klassische Philologie an der Universität Salzburg. Während der Studienzeit und danach arbeitete er für Tageszeitungen, den ORF und für deutsche Sendeanstalten. Seit 1966 lebte und arbeitete Wallner fest in Salzburg. Er veröffentlichte Prosa, Lyrik, Essays, Hörspiele, Drehbücher, Kabarettprogramme, Kolumnen und erhielt Stipendien, Preise und Ehrungen. Ab 1974 war er mit der zum Dr. phil. promovierten Annemarie Wallner verheiratet. Von seinen Fernseharbeiten fanden eine Sendung über Georg Trakl (1979) und ein dokumentarisches Fernsehspiel über Kirche und NS-Staat mit dem Titel Der Zwiebelturm (1983) zum Leben von Andreas Rieser besondere Beachtung.
Wallner war ab 1975 Dramaturg am Salzburger Landestheater. Er war zudem Vorstandsmitglied der Grazer Autorenversammlung, Mitglied der Salzburger Autorengruppe, weiters Redaktionsmitglied der Literaturzeitschriften SALZ und Wespennest, Jurymitglied unter anderem des Bruno-Kreisky-Preises und des Rauriser Literaturpreises, „Writer in Residence“ (University of Texas at Austin), Moderator von Fernseh-Talkshows, Leiter von Schreibwerkstätten und verfasste zahlreiche Beiträge für Jahrbücher und Anthologien.
Als Autor und Darsteller eigener Kabarettprogramme (Gruppe MotzArt) in Zusammenarbeit mit anderen Salzburger Kabarettkünstlern wie Gerald Fratt und Gerhard Laber hat sich Wallner ab 1983 als Gründer und Programmgestalter des internationalen Kabarett-Festivals „MotzArt-Woche“ einen Namen gemacht. (Diese wortspielerische Bezeichnung ist eine Zusammensetzung aus dem umgangssprachlichen Wort „motzen“ für „nörgeln“ und dem englischen Wort „art“; sie versteht sich als satirische Reaktion auf die in der Salzburger Hochkultur etablierte Konzertreihe „Mozart-Woche“.) Lokal und regional war Christian Wallner insbesondere durch seine wöchentliche Samstagskolumne in den Salzburger Nachrichten bekannt.
1984 wurde er Lehrbeauftragter für Germanistik an der Universität Klagenfurt. Als Kabarettist absolvierte ermehrere Hundert Gastspiele in Österreich, in der BRD und der Schweiz. Jahrelang war Wallner auch im Rahmen der ARGE-Kultur Salzburg aktiv und hat an der Errichtung und Gestaltung des Neubaus dieser Einrichtung mitgewirkt.
Christian Wallner starb im März 2010, drei Wochen vor Vollendung seines 62. Lebensjahrs, an den Folgen eines Krebsleidens.

## Stipendien, Auszeichnungen und Ehrungen
- 1972 Förderungsstipendium des Georg-Trakl-Preises
- 1973 Staatsstipendium für Literatur
- 1974 Förderungspreis des Landes Oberösterreich
- 1976 Förderungspreis zum österreichischen Staatspreis
- 1998 Goldenes Verdienstzeichen des Landes Salzburg
- 2005 Verleihung des Titels Professor

## Werke (Auswahl)
- Freund und Feind.  Winter, Salzburg 1978/1979.
- Motzart-Kabarett-Texte. 1980.
- Schatten über Herrenstein.  Lübbe, Bergisch Gladbach 1983.
- Die Nacht des Schicksals. 1984 (Parodien).
- Das Glück ist ein Suchen. 2 Bände. Lübbe, Bergisch Gladbach 1984 (Parodie).
- Schweigen ist Blei I-V. Nick Hilton im Kampf gegen das Böse. Eichborn, Frankfurt am Main 1987/1988.
- MotzArt. Müller, Salzburg 1998.

## Hörspiele (Auswahl)
- 1977: Mit Co-Autor Christoph Aigner: Scherzo – eine Annäherung. Auftragsarbeit für den Tag Radio Bruckner – Regie: Ferry Bauer (Original-Hörspiel – ORF Oberösterreich)
- 1978: In meiner Heimat Ordnung und Ruhe – Regie: Ferry Bauer (Originalhörspiel – ORF Oberösterreich)
- 1983: Schatten über Herrenstein. Ein Epos aus dem Adel – Regie: Nicht angegeben (Hörspiel  – SWF)
- 1984: Jemand hat diesen schwarzen Himmel verlassen – Regie: Nicht angegeben (Hörspiel – SWF)
- 1984/85: Das Glück ist ein Suchen. Schicksalsroman einer Chefsekretärin – Regie: Nicht angegeben (Hörspiel – SWF)
- 1989: Nach des Tages Müll und Plage – Regie: Christian Wallner (Originalhörspiel, Satirisches Episoden-Hörspiel – ORF Oberösterreich)
- 1990: Champagnerbrut – Regie: Christian Wallner (Hörspiel – ORF Oberösterreich)
- 1995: Zugzwang. Ein satirischer Monolog – Bearbeitung und Regie: Christian Wallner (Originalhörspiel, Monolog – BR)

Quelle: Ö1-Hörspieldatenbank